# Państwowy Akademicki Teatr im. Jewgienija Wachtangowa
Teatr im. Jewgienija Wachtangowa (ros. Театр имени Е. Б. Вахтангова) – akademicki teatr dramatyczny w Moskwie, działający od 1913 roku. Został założony jako Studenckie Studio Dramatyczne (ros. Студенческая драматическая студия) pod kierownictwem Jewgienija Wachtangowa. W 1926 roku zmieniono nazwę na Teatr im. Wachtangowa. W 1956 roku do nazwy teatru dodano tytuł "akademicki". Od 2007 roku kierownikiem artystycznym Teatru jest Rimas Tuminas . 